# Sofitel New York Hotel
El Sofitel New York es un hotel situado en el número 45 de la Calle 44 oeste, del Midtown Manhattan en la Ciudad de Nueva York, cuya propiedad y gestión corre a cargo de la compañía Sofitel. Se trata de un edificio de 109 metros de altura con 30 pisos. El diseño arquitectónico cuenta principalmente de piedra caliza y vidrio, con una base en forma de T. El exterior de la fachada se inspira arquitectónicamente en los edificios Streamline moderne de piedra caliza de París. El edificio fue galardonado en el año 2000 con el Emporis Skyscraper Award.

## Curiosidades
Dominique Strauss-Kahn fue detenido por presuntamente abusar sexualmente de una camarera de este hotel en mayo de 2011.